# Chiszewice
Chiszewice (ukr. Хишевичі) – wieś na Ukrainie położona w obwodzie lwowskim, w rejonie lwowskim. Zamieszkana przez ok. 571 osób.
Znajduje się tu przystanek kolejowy Chiszewice, położony na linii Obroszyn – Sambor.

## Historia
W 1772, w wyniku I rozbioru Polski, znalazła się pod władzą Austrii.
Od 1772 do 1918 wieś wchodziła w skład autonomicznego Królestwa Galicji i Lodomerii.
W latach 1917–1919 znalazła się na terenie podległym Zachodnioukraińskiej Republiki Ludowej.
W latach 1918–1945 miejscowość administracyjnie należała do powiatu rudeckiego w województwie lwowskim, od 1934 w gminie Hoszany.
We wrześniu 1939 do Chiszewic wkroczyły oddziały Armii Czerwonej. Cały ten obszar został włączony do Ukraińskiej Socjalistycznej Republiki Radzieckiej.
Po wybuchu wojny radziecko-niemieckiej (lipiec 1941) wieś została zajęta przez wojska niemieckie po czym przyłączona do Generalnego Gubernatorstwa.
W 1944 r. do Chiszewic ponownie wkroczyły oddziały Armii Czerwonej. W roku 1945 we wsi rozpoczęto masowe wysiedlenia Polaków.
Od 1991 Chiszewice znajdują się na terenie Ukrainy.

## Ludzie związani ze Chiszewicami

### Urodzili się
- Jakiw Czornij (1907—1944) – członek OUN, oficer UPA, dowódca 6 Okręgu Wojskowego UPA „Sian”.
- Andrij Fyłypczuk (1989—2023) – ukraiński archeolog, naukowiec, historyk i wojskowy[2].

### Mieszkali
- Mychajło Fyłypczuk (1955–2016) – ukraiński historyk, archeolog, badacz Pleśniska; miejsce pochówku[3].